# Amalie Iuel
Amalie Hammild Iuel (* 17. April 1994 in Aalborg) ist eine norwegische Leichtathletin dänischer Herkunft, die seit 2015 für Norwegen an den Start geht und sich auf den 400-Meter-Hürdenlauf spezialisiert hat.

## Sportliche Laufbahn
Amalie Iuel wurde in Dänemark geboren, lebte jedoch lange Zeit in Norwegen, bis die Familie aufgrund beruflicher Interessen ihren Wohnsitz in verschiedene Staaten, darunter Namibia und Pakistan, wechselte. Sie schloss ihre Schulausbildung in Thailand ab und studierte an der University of Southern California.
2015 erzielte sie zwei U23-Nationalrekorde über 400 Meter Hürden für Dänemark und Norwegen. Kurz vor der U23-Europameisterschaften in Tallinn, bei denen sie mit neuem U23-Rekord von 56,36 s den sechsten Platz erzielte, entschied sich Iuel, international ausschließlich für Norwegen zu starten. Sie qualifizierte sich zudem für die Weltmeisterschaften in Peking, bei denen sie mit 56,59 s bereits im Vorlauf ausschied. 2016 bestritt Iuel erstmals einen Siebenkampf und überschritt bei ihrem zweiten Wettkampf in Seattle bereits die 6000-Punkte-Marke. Im Juni 2016 erzielte sie im Halbfinale bei den Europameisterschaften in Amsterdam mit 55,79 s eine neue persönliche Bestleistung und belegte später im Finale in 56,24 s den sechsten Platz. Damit qualifizierte sie sich für die Olympischen Spiele in Rio de Janeiro, bei denen sie mit 56,75 s in der ersten Runde ausschied. 2017 qualifizierte sie sich erneut für die Weltmeisterschaften in London, bei denen sie erneut mit 56,42 s in der Vorrunde ausschied. Sie nahm auch über 400 Meter an den Wettkämpfen teil, schied aber auch dort mit 52,55 s in der ersten Runde aus.
2018 ging sie bei den Europameisterschaften in Berlin an den Start und schied dort mit 55,81 s im Halbfinale aus. Im Jahr darauf gewann sie bei der Sommer-Universiade in Neapel in 56,13 s die Bronzemedaille hinter der Italienerin Ayomide Folorunso und Zenéy van der Walt aus Südafrika. Anfang Oktober gelangte sie bei den Weltmeisterschaften in Doha bis in das Halbfinale, in dem sie mit 55,03 s ausschied, nachdem sie im Vorlauf den Landesrekord auf 54,72 s verbesserte. 2021 nahm sie erneut an den Olympischen Sommerspielen in Tokio teil und schied dort mit 57,61 s im Halbfinale aus. Im September steigerte sie dann den Landesrekord über 400 Meter bei Weltklasse Zürich auf 51,64 s. Im Jahr darauf schied sie bei den Weltmeisterschaften in Eugene mit 54,81 s im Semifinale aus und verpasste mit der Staffel mit 3:32,00 min den Finaleinzug. Anschließend belegte sie bei den Europameisterschaften in München mit 55,32 s den fünften Platz. Nach einem Jahr Wettkampfpause wurde sie bei den World Athletics Relays 2024 in Nassau wurde sie in 3:26,88 min Fünfte in der Finalrunde über 4-mal 400 Meter und sicherte damit Norwegen einen Startplatz bei den Olympischen Spielen in Paris. Anschließend schied sie bei den Europameisterschaften in Rom mit 54,89 s im Halbfinale über 400 m Hürden aus und verpasste mit der Staffel mit 3:26,05 min den Finaleinzug. Im August schied sie bei den Olympischen Sommerspielen in Paris mit 54,88 s im Semifinale über die Hürden aus und verpasste mit der Staffel mit 3:28,61 min den Finaleinzug.
In den Jahren 2016 und 2017 sowie 2019 und 2020 und 2022 und 2024 wurde Iuel norwegische Meisterin im 400-Meter-Hürdenlauf sowie von 2017 bis 2019 sowie 2021 auch über 400 Meter. 2024 wurde sie Landesmeisterin in der Sprintstaffel (1000 Meter). In der Halle wurde sie 2020 Meisterin über 400 Meter sowie in der 4-mal-400-Meter-Staffel.

## Persönliche Bestleistungen
- 400 Meter: 51,64 s, 9. September 2021 in Zürich (norwegischer Rekord)
  - 300 Meter (Halle): 37,51 s, 28. Februar 2021 in Bærum (norwegische Bestleistung)
  - 400 Meter (Halle): 52,25 s, 1. Februar 2020 in Bærum (norwegischer Rekord)
- 400 m Hürden: 54,68 s, 18. August 2022 in München
- Siebenkampf: 6011 Punkte, 8. Mai 2016 in Seattle
  - Fünfkampf (Halle): 4425 Punkte, 11. März 2016 in Birmingham

## Privat
Seit 2020 ist Iuel mit dem früheren norwegischen Skirennläufer Aksel Lund Svindal liiert.